# Thomas Amrhein
Thomas Amrhein (ur. 30 maja 1989) – szwajcarski bobsleista, brązowy medalista mistrzostw świata.

## Kariera
Pierwszy sukces w karierze Amrhein osiągnął w 2014 roku, kiedy zdobył złoty medal w czwórkach podczas mistrzostw Europy w Königssee. Na rozgrywanych dwa lata później mistrzostwach świata w Igls reprezentacja Szwajcarii w składzie: Rico Peter, Bror van der Zijde, Thomas Amrhein i Simon Friedli zdobyła brązowy medal w tej samej konkurencji. W zawodach Pucharu Świata zadebiutował 22 stycznia 2012 roku w Sankt Moritz, zajmując siedemnaste miejsce w czwórkach. Od tego czasu kilkakrotnie stawał na podium zawodów tego cyklu, w tym 23 stycznia 2016 roku w Whistler jego osada wygrała rywalizację czwórek. Jak dotąd nie startował na igrzyskach olimpijskich.